# TC Unterhaltungselektronik
Die TC Unterhaltungselektronik AG (Kurzform TCU AG) ist ein deutsches Unternehmen aus dem Bereich der Unterhaltungselektronik mit Sitz in Koblenz. Kerngeschäft ist die Entwicklung, Produktion und Vermarktung von Fernseh-Zusatzgeräten zur externen Steuerung von Audio- und Videogeräten. Die Aktie der Gesellschaft wird im General Standard gehandelt und ist im CDAX enthalten.

## Geschichte
Das Unternehmen wurde am 3. Juni 1998 mit Sitz in Koblenz gegründet um TV- und Mediensysteme zu vertreiben, welche TV-Werbung sowohl im Fernsehen als auch auf Videobändern unterdrücken können. Im Oktober 2000 erfolgte der Börsengang am Geregelten Markt der Frankfurter Wertpapierbörse. Mit den Einnahmen aus dem Börsengang sollte eine Werbekampagne finanziert werden zur Vermarktung eines TV-Werbeblockers. Die „Fernsehfee“ genannten Boxen sollten 399 Euro pro Stück kosten und bei Werbespots automatisch auf ein anderes Programm umschalteten. Im April 2013 brachte TCU mit „Fernsehfee 2.0“ erneut einen live-TV-Adblocker auf den Markt, diesmal auf Android-Basis in Form eines Sat-Receivers. Die RTL Television GmbH warf TCU wegen der Zusammenarbeit mit einem Online-Rekorder-Anbieter im Jahr 2018 Verstöße gegen das Urheberrecht vor. Daraufhin musste TCU im November 2018, wegen einer Durchsuchung der Geschäftsräume durch die Staatsanwaltschaft Koblenz, den Geschäftsbetrieb unterbrechen.

## Kritik
Im Jahr 2002 wurden TCU diverse Verstöße gegen aktienrechtliche Normen vorgeworfen. So wurden den Aktionären keine Geschäftsberichte vorgelegt, die Hauptversammlung nicht ordnungsgemäß einberufen und auf der Hauptversammlung einem Aktionär seine eigenen Notizen entrissen. Der Vorstand erklärte öffentlich die „Mißinterpretation des Aktiengesetzes“. Zudem wurden der Gesellschaft auch Fehler bei der Bilanzierung vorgeworfen. So sollen Schadenersatzforderungen aus noch nicht entschiedenen Klageverfahren bereits in voller Höhe in der Bilanz aktiviert worden sein.
2006 wurde TCU von Wirtschaftsprüfern mehrere Unrichtigkeiten oder Verstöße gegen das Handelsgesetzbuch vorgeworfen. So seien beispielsweise die Hauptversammlung für das Jahr 2004 nicht rechtzeitig einberufen worden und nicht sämtliche Vorlage- und Auskunftspflichten eingehalten worden. Wegen der Versäumnisse wurde der Bestätigungsvermerk für 2004 versagt. Der Vorstand bestritt die Vorwürfe oder sah die Verantwortung dafür bei den Wirtschaftsprüfern.
2023 setzte die Bundesanstalt für Finanzdienstleistungsaufsicht gegenüber TCU eine Geldbuße wegen eines Verstoßes gegen das Wertpapierhandelsgesetz (WpHG) fest.